# Fuchsia perscandens
Fuchsia perscandens là một loài thực vật có hoa trong họ Anh thảo chiều. Loài này được Cockayne & Allan mô tả khoa học đầu tiên năm 1927.